# Ajga
Ajga (ros. Айга) – osiedle w Rosji, w rejonie tarnoskim obwodu wołogodzkiego. W 2010 r. liczyło 231 mieszkańców.